# انگلیشکومب
انگلیشکومب (به انگلیسی: Englishcombe) یک روستا و محله مدنی در بریتانیا است که در باث و سامرست شمال‌شرقی واقع شده‌است. انگلیشکومب ۳۱۸ نفر جمعیت دارد.